# Ladislav Maier
Ladislav Maier (Boskovice, 4 gennaio 1966) è un ex calciatore ceco, di ruolo portiere.

## Carriera

### Club
Iniziò a giocare a calcio nelle giovanili del Sokol Lažany e del 
ČKD Blansko. Nel 1988 passò al JZD Drnovice e nel 1990 andò allo Zbrojovka Brno. Dopo essere ritornato al Drnovice, nel 1992 fu ceduto dallo Slovan Liberec, con cui rimase fino al 1998.
A 32 anni fu acquistato dagli Austriaci del Rapid Vienna; inizialmente i tifosi furono scettici, ma dopo due rigori parati alla prima giornata acquistò in breve la fiducia dei fans bianco-verdi. Perse il posto da titolare nel 2002 a causa della contemporanea affermazione del ben più giovane Helge Payer. Pose fine alla sua carriera nel 2005, dopo aver vinto nello stesso anno la Bundesliga austriaca.

### Nazionale
Con la Repubblica Ceca collezionò 7 presenze. Partecipò ai campionati europei di Inghilterra 1996 e Belgio-Paesi Bassi 2000.

## Palmarès
- Campionato austriaco: 1

Rapid Vienna: 2004-2005